# Цешковиці (Нижньосілезьке воєводство)
Цешковиці (пол. Cieszkowice) — село в Польщі, у гміні Вонсош Ґуровського повіту Нижньосілезького воєводства.
Населення — 218 осіб (2011).

## Демографія
Демографічна структура станом на 31 березня 2011 року:
|          | Загалом | Допрацездатний вік | Працездатний вік | Постпрацездатний вік |
| -------- | ------- | ------------------ | ---------------- | -------------------- |
| Чоловіки | 98      | 16                 | 76               | 6                    |
| Жінки    | 120     | 21                 | 75               | 24                   |
| Разом    | 218     | 37                 | 151              | 30                   |